# Toro Rosso STR2
A Toro Rosso STR2 egy Formula–1-es versenyautó, amit a Scuderia Toro Rosso tervezett és versenyeztetett a 2007-es Formula–1 világbajnokság során, valamint áttervezett, STR2B elnevezésű változatával a 2008-as Formula–1 világbajnokság első pár futamán. 2007-ben pilótái Vitantonio Liuzzi és Scott Speed voltak, illetve a szezon második felétől az utóbbit váltó Sebastian Vettel. 2008-ban Vettel mellett Sébastien Bourdais vezethette.

## Áttekintés
A csapat ebben az autóban használt először V8-as motorokat, méghozzá a Ferrari erőforrásait. Azokból azonban nem a legújabb konfigurációt, hanem mindkét bevetési évben az előző évi specifikációt, költségcsökkentési okokból. Ezzel a Minardi M191 után az első Faenzában gyártott autó volt, amely Ferrari-motorokat használt.
Már a bevetése előtt panaszt tett ellene a Williams és a Spyker csapat is, ugyanis a kasztni lényegében megegyezett a Red Bull RB3-as autóval. Álláspontjuk szerint a Concorde-szerződés megsértése volt ez, amely kimondja, hogy minden csapatnak magának kell megterveznie a kasztnit és nem kaphat más csapatoktól. Emiatt a Spyker csapat jogi válaszlépésekkel is fenyegetőzött. Mindkét autót Adrian Newey tervezte, aki nem a Red Bull csapat, hanem a Red Bull Technology nevű konzorcium munkavállalója volt. Ez egy kiskaput jelentett a szabályok terén, hiszen a csapatok nem egymás között adták-vették a kasztnit, hanem mindketten ugyanattól a tervezővállalattól.

## 2007-ben
Riválisaihoz képest az STR2 teljesítménye elég gyenge volt. A szezon első felét állandó kiesések és pont nélküli célbaérések tarkították. Ezek legfőbb oka az új váltómű volt, ami rendszeresen elromlott. Az év vége felé sikerült megbízhatóbbá tenni, és emiatt Kínában már a kettős pontszerzés is összejött. Összesen nyolc pontot gyűjtöttek, ami a konstruktőri hetedik helyre volt elég. Idény közben Monacóban és Törökországban kapott új fejlesztéseket az autó. Az olasz nagydíjtól kezdve használták az újfajta első szárnyat, melynek egyik eleme ívesen áthajlott az orrkúp felett.

## 2008-ban
Az autó továbbfejlesztésre került, és átalakították a szabályoknak megfelelően is. Többek között ahogy a többi csapat autójába, úgy ebbe is bekerült a McLaren által fejlesztett ECU egység, mely megakadályozta az elektronikai segédletek használatát. A motort is eggyel újabb, de még mindig csak 2007-es specifikációjúra cserélték. Új fejtámaszt építettek be, mely magasabban volt, és az első felfüggesztést is átdolgozták. Mivel az előző évben egyébként is problémák voltak vele, ezért új váltót fejlesztettek - ebben az évben egy váltóműnek négy futamot ki kellett bírnia, csere esetén öt rajthelyes büntetés járt.
A szezonnyitó ausztrál nagydíjon mindketten kiestek, Bourdais azonban mégis szerzett pontokat, mert a hetedik helyen rangsorolták, teljesítette ugyanis a versenytáv 90 százalékát. Ezzel a kasztnival azonban már nem sikerült jobb eredményeket elérniük, a hátralévő négy versenyen csak két célbaérésük volt. Utolsó bevetése a török nagydíjon volt, ugyanis az STR3-as új autó még nem készült el teljesen és pótalkatrészek se voltak hozzá.

## Eredmények
(Táblázat értelmezése)

(Félkövér: pole-pozícióból indult; dőlt: leggyorsabb kört futott) 

| Év   | Csapat              | Motor              | Gumik | Pilóták            | 1   | 2   | 3   | 4   | 5   | 6   | 7   | 8   | 9   | 10  | 11  | 12  | 13  | 14  | 15  | 16  | 17  | 18  | Pontok | Helyezés |
| ---- | ------------------- | ------------------ | ----- | ------------------ | --- | --- | --- | --- | --- | --- | --- | --- | --- | --- | --- | --- | --- | --- | --- | --- | --- | --- | ------ | -------- |
| 2007 | Scuderia Toro Rosso | Ferrari 056 (2006) | B     |                    | AUS | MAL | BHR | ESP | MON | CAN | USA | FRA | GBR | EUR | HUN | TUR | ITA | BEL | JPN | CHN | BRA |     | 8      | 7.       |
| 2007 | Scuderia Toro Rosso | Ferrari 056 (2006) | B     | Vitantonio Liuzzi  | 14  | 17  | KI  | KI  | KI  | KI  | 17† | KI  | 16† | KI  | KI  | 15  | 17  | 12  | 9   | 6   | 13  |     | 8      | 7.       |
| 2007 | Scuderia Toro Rosso | Ferrari 056 (2006) | B     | Scott Speed        | KI  | 14  | KI  | KI  | 9   | KI  | 13  | KI  | KI  | KI  |     |     |     |     |     |     |     |     | 8      | 7.       |
| 2007 | Scuderia Toro Rosso | Ferrari 056 (2006) | B     | Sebastian Vettel   |     |     |     |     |     |     |     |     |     |     | 16  | 19  | 18  | KI  | KI  | 4   | KI  |     | 8      | 7.       |
| 2008 | Scuderia Toro Rosso | Ferrari 056 (2007) | B     |                    | AUS | MAL | BHR | ESP | TUR | MON | CAN | FRA | GBR | GER | HUN | EUR | BEL | ITA | SIN | JPN | CHN | BRA | 39*    | 6.       |
| 2008 | Scuderia Toro Rosso | Ferrari 056 (2007) | B     | Sébastien Bourdais | 7†  | KI  | 15  | KI  | KI  |     |     |     |     |     |     |     |     |     |     |     |     |     | 39*    | 6.       |
| 2008 | Scuderia Toro Rosso | Ferrari 056 (2007) | B     | Sebastian Vettel   | KI  | KI  | KI  | KI  | 17  |     |     |     |     |     |     |     |     |     |     |     |     |     | 39*    | 6.       |

* 37 pontot szereztek az STR3-mal.
† - nem ért célba, de rangsorolták, mert teljesítette a versenytáv 90 százalékát.